# ژرژ دوبوئا

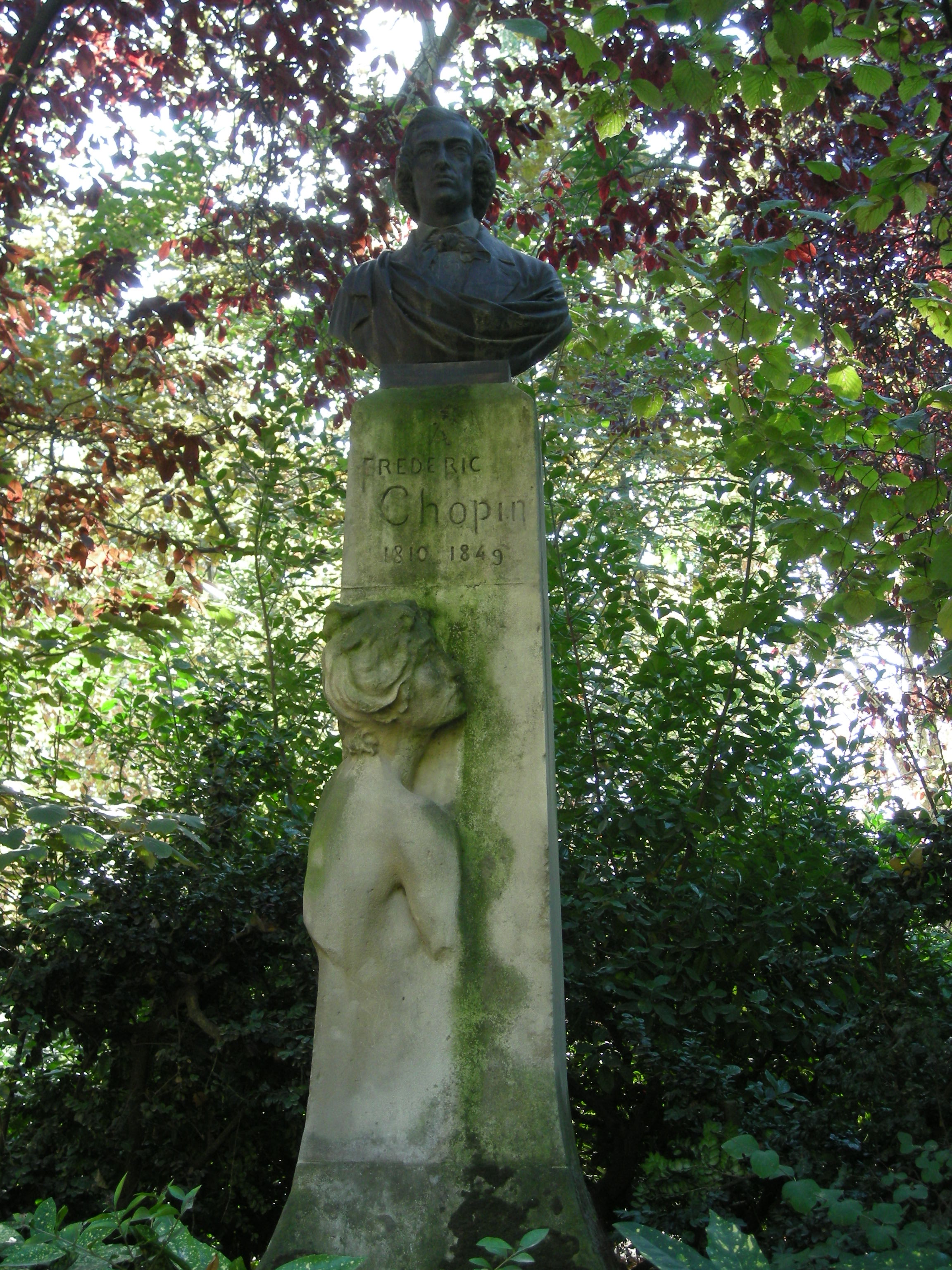
مجسمه «شوپن» نوازنده، ساخته ژرژ دوبوئا

ژرژ دوبوئا (فرانسوی: Georges Dubois‎; ۱۸ مارس ۱۸۶۵ – ۱۷ مهٔ ۱۹۳۴) مجسمه‌ساز اهل فرانسه بود.
از افتخارات وی میتوان به کسب مدال نقره مجسمه‌سازی در بخش مسابقات هنری بازی‌های المپیک تابستانی ۱۹۱۲ اشاره کرد.